# Brownsville (Tennessee)
Brownsville is een plaats (city) in de Amerikaanse staat Tennessee, en valt bestuurlijk gezien onder Haywood County.

## Demografie
Bij de volkstelling in 2000 werd het aantal inwoners vastgesteld op 10.748.
In 2006 is het aantal inwoners door het United States Census Bureau geschat op 10.567, een daling van 181 (-1,7%).

## Opmerkelijke inwoners
De leden van de familie Voogt uit Maasland, Nederland zijn in 1986 benoemd tot ereburgers van de stad Brownsville.

## Geografie
Volgens het United States Census Bureau beslaat de plaats een oppervlakte van
23,6 km², geheel bestaande uit land. Brownsville ligt op ongeveer 115 m boven zeeniveau.

## Bezienswaardigheden
- Tina Turner Museum in het schoolgebouw Flagg Grove School wat stond in Nutbush. Het museum maakt onderdeel uit van de West Tennessee Delta Heritage Center, waar nog meer bekende muzikanten worden gepresenteerd.

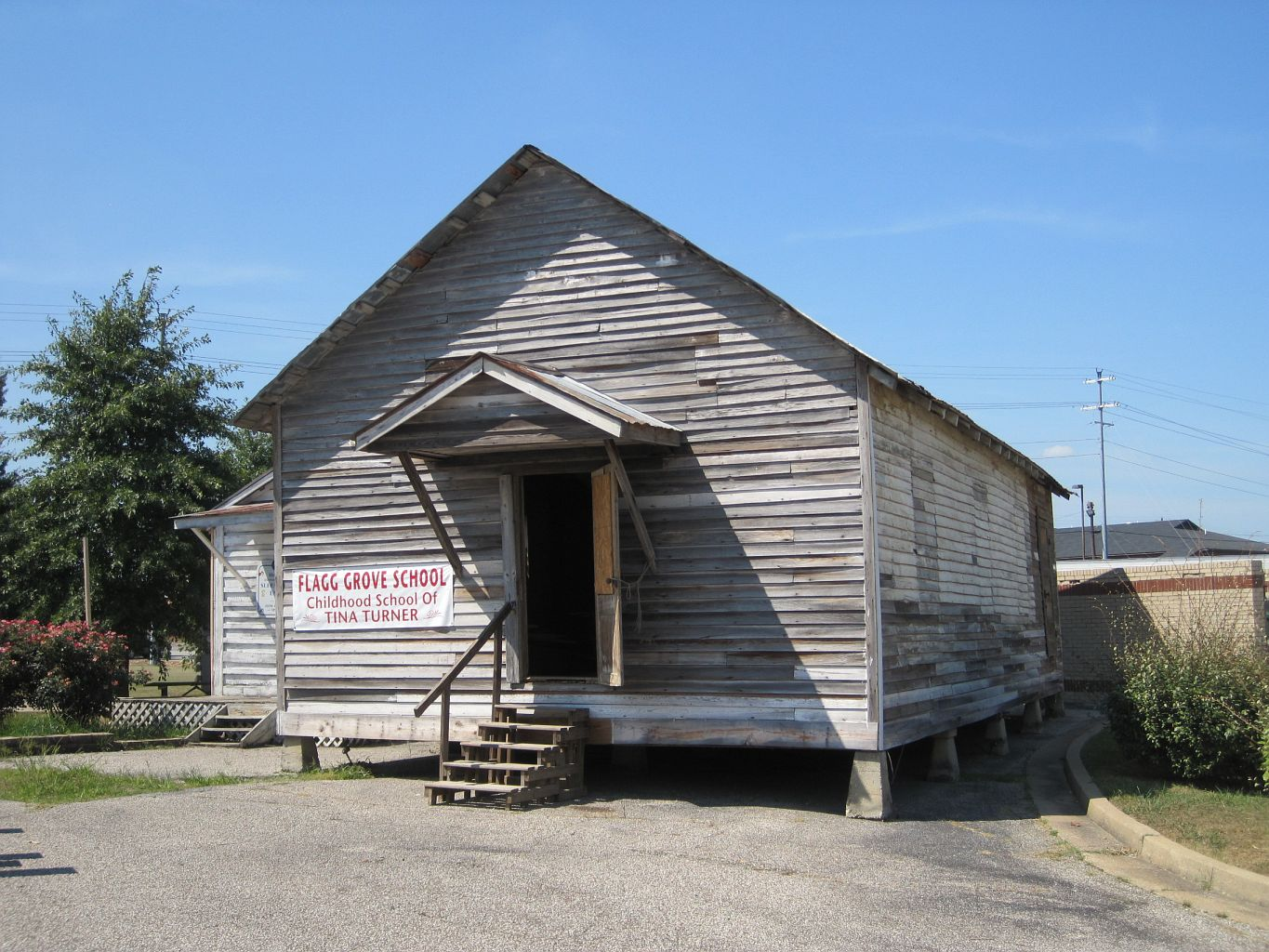
Flagg Grove school overgeplaatst uit Nutbush. Nu het Tina Turner Museum (2013)

## Plaatsen in de nabije omgeving
De onderstaande figuur toont nabijgelegen plaatsen in een straal van 32 km rond Brownsville.

## Geboren
- Hammie Nixon (1908-1984), bluesgitarist en mondharmonicaspeler
- Son Bonds (1909-1947), countrybluesmuzikant
- Yank Rachell (1910-1997), bluesmandolinist
- Paul Burlison (1929-2003), rockabillygitarist
- Tina Turner (1939-2023),[4] zangeres, opgegroeid in het nabijgelegen Nutbush
- Alex Harvey (1941-2020), countryzanger
- Brett Scallions (1971), zanger van de band Fuel

## Overleden
- Sleepy John Estes (1899-1977), bluesmuzikant